# Calmar

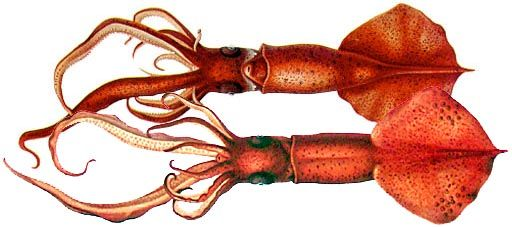
Mastigoteuthis flammea

Calmarii sau calamarii sunt un grup de specii de moluște cefalopode decapode din ordinul Teuthida. Corpul calamarilor este torpiliform și poate atinge lungimea (împreună cu tentaculele) de 1,8 m la cei gigantici. Capul este bine delimitat. În jurul gurii calamarii au 10 tentacule, dintre care două sunt mai lungi și servesc la prinderea victimei. Calamarii au doi ochi bine dezvoltați, iar speciile de adâncime au și ochi termoscopici. Înoată foarte repede, cu ajutorul a două înotătoare triunghiulare, și atinge viteze de până la 55 km/h. Calamarii sunt dotați cu câte o pungă de cerneală, dar sunt lipsiți de cochilia externă. În schimb, își schimbă coloritul după mediul înconjurător. Sunt animale răpitoare și se hrănesc de obicei cu pește. Trăiesc în adâncuri și se întâlnesc mai mult în mările tropicale (cca. 300 specii). Exemple de specii din grupul calamarilor pot servi Loligo vulgaris, Ommastrephes sagittatus, Ommastrephes slosnei pacificus, Chiroteuthis veranyi etc. Unele specii sunt exploatate pentru carnea lor comestibilă.